# Dekanat Hajnówka (diecezja drohiczyńska)
Dekanat Hajnówka
– jeden z 11 dekanatów w rzymskokatolickiej diecezji drohiczyńskiej.

## Parafie
W skład dekanatu wchodzi 5 parafii:
- parafia Najświętszej Maryi Panny Królowej Polski – Czeremcha
- parafia Podwyższenia Krzyża Świętego i św. Stanisława, Biskupa i Męczennika – Hajnówka
- parafia Świętych Cyryla i Metodego – Hajnówka
- parafia św. Zygmunta – Kleszczele
- parafia Wniebowzięcia Najświętszej Maryi Panny i św. Stanisława Biskupa i Męczennika – Narew

## Historia
2 lutego 1995 roku ks. bp Antoni Dydycz wydał dekret o reorganizacji dekanatów w diecezji drohiczyńskiej na mocy tego dekretu powstał Dekanat Hajnowski.

## Dziekani Dekanatu Hajnowskiego
- ks. kan. Alfons Trochimiak: 1995–1996, proboszcz parafii pw. Podwyższenia Krzyża Świętego w Hajnówce
- ks. prałat Marian Świerszczyński: 1997–2007, proboszcz parafii pw. Podwyższenia Krzyża Świętego w Hajnówce
- ks. prałat Zbigniew Niemyjski: od 2007, proboszcz parafii Wniebowzięcia Najświętszej Maryi Panny i św. Stanisława Biskupa i Męczennika w Narwi

## Sąsiednie dekanaty
Białystok – Dojlidy (archidiec. białostocka), Bielsk Podlaski, Siemiatycze